# Santana da Azinha
Santana da Azinha es una freguesia portuguesa del concelho de Guarda, con 16,84 km² de superficie y 444 habitantes (2001). Su densidad de población es de 26,4 hab/km².